# Solitaire (трубоукладчик)
«Solitaire (трубоукладчик)» — одно из крупнейших в мире судов-трубоукладчиков; предназначено для прокладки подводных трубопроводов. Принадлежит швейцарской компании Allseas. Судно участвовало в строительстве газопровода Северный поток-2.
В 2007 году команда судна установила мировой рекорд по укладке сверхглубоководных трубопроводов, проложив трубы на глубине 2775 м.

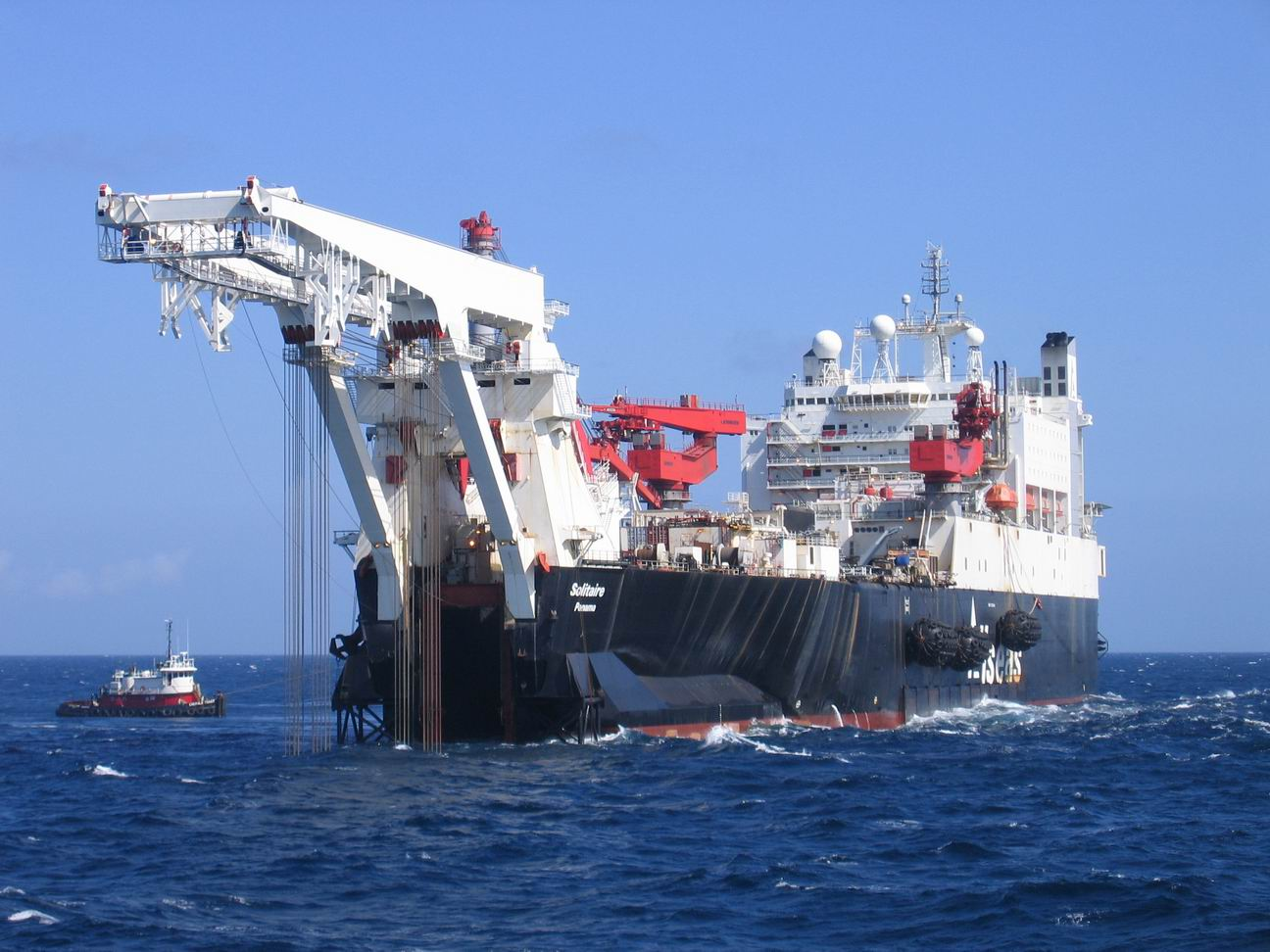
"Solitaire" проводит работы по прокладке трубопровода в Балтийском море

## Характеристики
Дедвейт 127,435 тонн
Длина судна составляет 300 м, ширина 41 м.
На борту судна работает до 420 человек.
Вести укладку труб Solitaire может со скоростью 9 км/сутки.
Год постройки:    1972
Производитель:    Mhi Hiroshima Machinery WorksHiroshima, Japan